# Irrational Games
Irrational Games – producent gier komputerowych, założony w 1997 przez trzech byłych pracowników Looking Glass Studios: Kena Levine’a, Jonathana Cheya i Roberta Fermiera.

## Historia
- 1997 – studio w Bostonie założone przez byłych pracowników Looking Glass Studios: Kena Levine’a, Jonathana Cheya i Roberta Fermiera.
- 1999 – wydano System Shock 2. Gra cieszyła się uznaniem krytyków.
- 2000 – otwarcie Irrational Canberra. Gra Deep Cover zostaje anulowana.
- 2002 – problemy prawne z wydawcą Crave Entertainment powodują, że tworzenie gry The Lost zostaje zatrzymane.
- 2004 – projektanci Irrational, Ed Orman i Dean Tate, zostają odznaczeni nagrodą za najlepszy projekt podczas Australian Game Developer Awards, a studio otrzymuje nagrody za „Najlepszą grę 2004” i „Najlepszą grę komputerową”.
- 2005 – studio w Bostonie zostaje przeniesione do Quincy. Studio dalej nosi nazwę Irrational Games Boston.
- 2006 – Irrational zostaje wykupione przez Take-Two Interactive i wcielone w markę 2K Games[1].
- 2007 – nazwa studiów zostaje zmieniona z Irrational Games na 2K Boston i 2K Australia[2]. 21 sierpnia wydano BioShock, który zdobył duże uznanie recenzentów.
- 2010 – 8 stycznia studio ogłosiło powrót do dawnej nazwy Irrational Games[3]; oddział w Canberze połączył się ze studiem 2K Marin[4]; 14 kwietnia zapowiedziano grę XCOM (obecnie The Bureau: XCOM Declassified)[5].
- 2014 – w lutym Ken Levine ogłosił, że studio zostanie zamknięte, a prawa do marki Bioshock zostaną przejęte przez firmę 2K Games[6].

## Gry
- System Shock 2, z pomocą z Looking Glass Studios
- Deep Cover, z pomocą Looking Glass (nie wydano)
- The Lost (anulowane)
- Freedom Force
- Tribes: Vengeance
- Freedom Force vs. the Third Reich
- SWAT 4
- SWAT 4: The Stetchkov Syndicate
- BioShock
- BioShock 2 (przygotowało bohaterów i środowisko gry)
- BioShock Infinite